# 氯化二乙烯合铑二聚体
氯化二乙烯合铑二聚体是一种有机铑化合物，化学式为Rh2Cl2(C2H4)4，分子中存在两个桥联氯和四个乙烯配体。它是红橙色固体，可溶于非极性有机溶剂。它可用于制备一系列的均相催化剂。

## 制备与反应
它可由水合三氯化铑的甲醇水溶液和乙烯在室温时的还原反应制得：
2 RhCl3(H2O)3  +  6 C2H4   →   Rh2Cl2(C2H4)4  +  2 CH3CHO  +  4 HCl  +  4 H2O
它的乙烯配体不稳定，无法重结晶，甚至可以被其它烯烃取代。
它可以缓慢和水反应，生成乙醛。和HCl反应，得到RhCl2(C2H2)2−。Rh2Cl2(C2H4)4可以催化乙烯二聚为1-丁烯。它的羰基化反应生成氯化二羰基铑。它和乙酰丙酮、氢氧化钾在水溶液中反应，生成Rh(acac)(C2H4)2。